# 労働関係調整法
労働関係調整法（ろうどうかんけいちょうせいほう、昭和21年9月27日法律第25号、英語: Labor Relations Adjustment Act）は、労働関係の公正な調整を図り、労働争議を予防し、または解決するための手続きに関する法律である。略称は、労調法（ろうちょうほう）である。
大規模な争議行為（ストライキ、ロックアウト）が発生して社会生活に影響を与えるような場合、労働委員会による裁定を行うことを規定している。
終戦後における労働情勢に鑑み、前身の労働争議調停法がその即応性を失っていると考えられ、これに代わる労働関係の調整に関する法律の制定が必要となっていた。第90回帝国議会に法案提出、議会での協賛を経て1946年（昭和21年）9月23日裁可、同年9月27日公布、同年10月13日施行。前後に制定された労働組合法、労働基準法と合わせて労働三法と呼ばれる。文体は口語体であるものの、一部旧仮名遣い（例えば「行ふ」、「ゐる」、「差し支へない」、「ラヂオ」など）が混在する。また、のちの法改正の結果、第12条には、漢字表記の「斡旋員」という文言と、ひらがな表記の「あつせん員」という文言が併存している。
なお労働組合は、労働組合法2条・5条への適合性を問わず、労働委員会からあっせん等のサービスを受けることは可能である。これは、1952年（昭和27年）の改正法施行により、あっせん等の手続きにあたって労働委員会の資格審査を不要としたことによる（昭和27年8月1日発労25号）。

## 構成
- 第一章　総則（第1条-第9条）
- 第二章　斡旋（第10条-第16条）
- 第三章　調停（第17条-第28条）
- 第四章　仲裁（第29条-第35条）
- 第四章の二　緊急調整（第35条の2-第35条の5）
- 第五章　争議行為の制限禁止等（第36条-第43条）
- 附則

## 目的
- 本法の施行については、その当初関係職員の関係の教養を努めると共に、他面に於て労働関係の当事者及一般国民に対し、講習会、研究会、新聞、雑誌、ラジオ等によりその趣旨の徹底に万全を期するは勿論、爾後引続き適時、あっせん、調停及び仲裁の手続き及びその効果、平和的解決と争議行為に訴えた場合との利害得失の比較等に関する平明な解説又は具体的な事例等をもって絶えず趣旨の徹底に努め、以て関係当事者が進んで本法を利用するように特に配意すること（昭和21年10月14日厚生省発労第44号）。

## 定義

### 労働争議
- 第6条の労働争議の定義に於ては「争議行為発生の虞ある状態」をも労働争議の中に含ましめているが、此の判断については充分に慎重を期し、例えば当事者の一方より右の理由により調停の申請等があった場合にも慎重に之を取扱うこととし、此の点の解釈を繞ってかえって後に紛議の種をのこす等のことがないよう特に注意すること（昭和21年10月14日厚生省発労第44号）。
- 紛争の種類としては「権利紛争」（裁判所における訴訟手続になじむもの）も「利益紛争」（当事者の合意によってのみ解決されうるもの）も含まれるが、労働組合又は労働者集団が当事者となっているもの（集団的紛争）に限られる。「争議行為が発生するおそれ」とは、実際上は集団的労使関係の当事者間で意見の対立があれば当然に争議行為発生のおそれがあるものとして扱われる。

### 争議行為
- 当事者が争議行為としての作業所閉鎖ではない旨言明していたとしても、その行為が現実にその主張を貫徹することを目的とする行為、又はこれに対抗する行為であって、それが客観的に業務の正常な運営を阻害するものであるかぎり、第7条にいう争議行為である。従って、当事者が、「争議行為としての作業所閉鎖でない」「ロツク・アウトでない」と言ったことのみで当該行為が当然に争議行為でなくなるものではない（昭和28年10月30日労収第3321号、昭和28年11月9日労発第249号）。

### 公益事業
「公益事業」(public utility) とは、次に掲げる事業であって、公衆の日常生活に欠くことのできないものをいう（第8条1項）。
1. 運輸事業
運輸事業で公益事業と認められるものの範囲は大体次の通りとする（昭和22年5月15日労発第263号）。
  - 一般公衆の需要に応じ鉄道軌道によって、または一定の路線を定め定期的に自動車を運行し若しくは命令航路その他公共の為欠くことのできない航路によつて旅客又は貨物を輸送する事業、但し遊覧のみを目的とするものを除く。
    - 「一定の路線を定め」とは、自動車が常に一定の路を通り、一定地点を経過して運行されていることを要するのであって、単に営業区間が定まっていることのみをもっては足りない。「定期的に」とは、公示した運行表に従って荷物の有無に拘らず定期的に運行されていることを要するのであって、その営業実体が荷物がなければ自動車を運行しないようなものであれば「定期的に」に該当するものとはいえない（昭和26年2月6日労発第10号）。

  - 通運事業法（現在の貨物運送取扱事業法）の規定により運輸大臣の免許を受けている運輸事業、但し、特定の荷主を指定して限定免許を受けているもの及び遊覧のみを目的とする鉄道（軌道及び日本国有鉄道（現在のJR。以下同じ）の経営する航路を含む。）により運送される物品に関するものを除く（通運事業とは他人の需要に応じてする左に掲げる行為を行う事業（国の行う郵便の事業を除く。）をいう）。
    1. 自己の名をもってする鉄道（軌道及び日本国有鉄道の経営する航路を含む。以下同じ。）による物品運送の取次又は運送物品の鉄道からの受取
    2. 鉄道により運送される物品の他人の名をもってする鉄道への託送又は鉄道からの受取
    3. 鉄道により運送される物品の集貨又は配達（海上におけるものを除く。）
    4. 鉄道により運送される物品の鉄道の車輛（日本国有鉄道の経営する航路の船舶を含む。）への積込又は取卸
    5. 鉄道を利用してする物品の運送

  - 上記の事業と一体をなす港湾運送業（海上運送に附随して貨物の船積または陸揚のため荷捌、積卸または艀、または曳船による運輸をなす事業及びこれらの作業の請負をなす事業）。
    - 港湾運送事業のうち公益事業に該当するものの範囲は、「公益事業である通運事業と一体をなす港湾運送業」のみであって、一体をなしていないその他の港湾運送業はすべて公益事業に該当しないものと解する（昭和25年6月26日労収第4083号、昭和25年9月15日労収第3834号）。

  - 前各項の事業には、その事業を行うのに欠くことのできない信号、監視（以上燈台によるものを含む。）、通信及び修理保全などの業務を含むものとする。

従って以下の如きのものは公益事業と認めない。
  - 会社、工場、事業場、官公衙などが専ら自己の業務上の用に供するため行う運輸事業。
  - 路線を定めず若くは定期的でない貨物自動車運送事業（小運送業として行われるものを除く。）及び旅客自動車運送事業。
  - 馬、牛、荷車、リヤカー、人力などによる運送事業（小運送業として行われるものを除く。）。

「運輸事業」とは、人又は物を甲地から乙地に運ぶという本来の運送、輸送の業務そのものに限らずその社会における経済発展の段階に応じて社会通念上これと不可欠一体をなすものを含めた事業をいうと解すべきである。不可欠一体をなしているか否かの区別はその事業が形式上本来運輸業務を目的とする企業（バス会社等）の内部で行われているか或は別個の企業となっているかの相違だけでは、にわかに判定し得ないが、今日の段階においては別個の企業として営まれていることは多くの場合不可欠一体をなすものでないと判定される（昭和24年11月1日労収第8208号）。
「一般公衆の需要に応じ」「一定の路線を定め定期的に自動車を運行し」て、「旅客または貨物を運送する事業」に該当する限り、当該自動車運送事業に並行する競争路線又はこれに代えて利用しうる他の交通機関の有無にかかわりなく、公益事業である（昭和29年9月25日労発第254号）。
日本国有鉄道との請負契約に基づいて行なう車両清掃の事業及び車両蓄電池の現車着脱の事業は、公益事業に該当する（昭和42年2月21日労収第10号）。
2. 郵便、信書便又は電気通信の事業
郵便（逓送を含む）、電信、電話の事業であつて公益事業と認められるものは、一般公衆の需要に応ずるもののみとし、その事業には、その事業を行うのに欠くことのできない修繕保守補充などの業務を含むものとする。従って会社、工場、事業場、官公衙が専ら自己の業務上の用に供するために行う電信、電話の事業は公益事業と認めない（昭和22年5月15日労発第263号）。
3. 水道、電気又はガスの供給の事業
  - 水道、電気又はガス供給の事業であって公益事業と認められるものの範囲は左の通りとする。従って会社、工場、事業場、官公衙などが専ら自己の業務上の用に供するために行うものは水道、電気またはガス供給の事業と認めない（昭和22年5月15日労発第263号）。
    1. 直接一般公衆の需要に応じて、水、電気またはガスを供給する事業。
    2. 前号の事業に対して、その事業用として水、電気またはガスを供給する事業。
    3. 1.の運輸事業に電気又はガスを供給する事業。
    4. 2.の郵便、電信、電話の事業に電気を供給する事業。
    5. 前各号の事業には、その事業を行うのに欠くことのできない修理、保全などの業務を含むものとする。

  - 水資源開発公団（現在の独立行政法人水資源機構）が行なう取水堰及び水路の管理のうち、直接一般大衆の需要に応じて水を供給する事業に直接かつもっぱら使用される水路及びこれに直結する取水堰であって前記事業を行なうのに欠くことのできないものの管理を行なう事業は、公益事業に該当する（昭和40年9月28日労収第497号の2）。
4. 医療又は公衆衛生の事業
医療または公衆衛生の事業であって、公益事業と認められるものの範囲は疾病傷害の治療、助産、伝染病に関する予防、消毒及び汚物清掃並びに埋火葬などの業務とする（昭和22年5月15日労発第263号）。
病院の入院患者に対して行なう基準給食の業務・基準寝具設備を提供する業務、直接病院の患者の治療に使用するために必要な保存血液を取得し、保管する業務、保険薬局の事業は、本来病院の医療事業の一環をなすものであり、病院の行なう医療事業と不可欠一体をなすものであると考えられる。したがって、たとえこれらの事業が病院以外の者によって行なわれているものであっても、それは公益事業であると解する。医学研究の奨励助成の事業及び売店、食堂、喫茶室の事業については、いずれも医療事業そのものでないことは勿論、病院の行なう医療事業のために必要不可欠なものとも考えられないので、公益事業とは解されない（昭和38年10月28日労収第219号）。
清掃法（現在の廃棄物の処理及び清掃に関する法律）の許可を受けた者が行なうふん尿の収集、運搬及び処分の事業は、公益事業である（昭和39年11月7日山口県労働民生部長あて労働省労政局労働法規課長通知）。廃棄物の処理及び清掃に関する法律によって義務づけられているし尿浄化槽の維持管理をその管理者から委託を受けて行う事業は、公益事業に該当する（昭和56年9月7日群馬県商工労働部長あて労働省労政局労働法規課長通知）。

第8条に列挙された公益事業を営むものであってその業務中公衆の日常生活に欠くことのできない部分とそうでない部分とが区別することができない場合は、その両部分を合わせたものを公益事業として取扱って差支えないが、乗合自動車事業で一般公衆バスと遊覧バスを兼営して従業員を両職場に交替勤務させているような場合には、両部分を分けることができるものと解する。第8条の公益事業には、その事業に附帯していてもいなくても、その業務を行うのに欠くことのできない修理保全の業務を含むものである（昭和22年5月15日労発第263号）。港湾運送業は、本来の公益事業たる運輸事業及び小運送業と一体をなすもののみが公益事業と認められる。小運送業（小運送業法に依るもの）は公益事業である（昭和22年2月6日労発第53号）。

## 義務・努力義務・制限
- 本法による労働関係の調整は第2条～第4条に於て明らかな如く関係当事者の自主的努力によって之をなすことを本旨とし、政府及本法の諸措置はかかる努力に対して援助を与えようとするものであるから、本法の運用に当っては、これらの根本精神に基き、本法の活用を奨励しても、苟も弾圧干渉等に亘ることのないよう、当事者が本法による諸措置に頼って自主的努力を怠ることのないよう充分配慮すること（昭和21年10月14日厚生省発労第44号）。

- 本法の運用に当っては、事の性質上、迅速処理を図ることが重要であるので、関係機関に於ては、文書の形式等些細な事項に拘泥することなく専ら実質に重きを置き、第5条の精神を充分に活かすよう、特に末端機関に此の趣旨を徹底せしめること（昭和21年10月14日厚生省発労第44号）。

### 争議行為の届出・通知
- 第9条の労働委員会又は行政官庁は争議行為届出受理簿を備え付け、関係当事者よりの届出又は関係機関よりの報告又は通知があったときは、直ちに之を記入し整理して置くこと。争議行為を伴わない場合であっても、管下の労働争議全般につき常に的確なる情報の把握蒐集に努め、上級官庁に対する行政官庁の情報は迅速的確に且つ出来るだけ具体的に之を為すこと。特に第8条の公益事業及び第18条1項5号の公益事業に準ずる事業については、国民の日常生活に対する影響極めて大であり、実情によっては、強制調停に出づる必要もある訳であるので、その労働関係の動向については常に的確なる把握に努力すること。この受理簿には少くとも左記事項を記載すること（昭和21年10月14日厚生省発労第44号）。
  - 届出受理年月日
  - 争議行為発生年月日
  - 当事者名
  - 事業の種類
  - 争議行為発生の事業場名及所在地
  - 参加人員
  - 争議行為の種類

この通知は、争議行為をなす日時及び場所並びにその争議行為の概要を記載した文書によってなさなければならない（施行令第10条の4第3項）。
- 昭和27年の改正により、公益事業に関する争議行為については、従来の所謂冷却期間制度（調停前置を含む30日間）が廃止され、予告制度に置き替えられたのであるが、これは、公益事業については抜打ストを禁じて、公衆の利益を保護せんとするものであり、争議行為の予告は、公衆に周知されなければならない。かかる見地から、その通知については、政令において、文書によって行うこととし、その文書には争議行為をなす日時及び場所並びにその争議行為の概要を記載しなければならないこととしているから、この点労働組合に十分周知徹底せしめられたい。通知があったときは、厚生労働大臣又は都道府県知事は、公衆に対し、いつ、どこで、いかなる争議行為が行われるか明瞭にわかるような方法で公表しなければならない（昭和27年8月1日労発第133号）。厚生労働大臣のなすべき公表は、平成28年1月4日からは従来行ってきた官報告示を廃止し、原則として厚生労働省公式ウェブサイトにおいて行うこととする。ただし、争議行為の規模及び公衆への影響度を勘案して、記者会見・記者発表、新聞広告、テレビ・ラジオ放送（広告を含む）等の方法を併用することがある（昭和27年9月15日労発第167号、平成27年12月18日政労発1218第1号)。
- 第37条の通知は、その争議行為が一の都道府県の区域内のみに係るものであるときは、当該都道府県の都道府県労働委員会及び都道府県知事の双方に対してなし、その争議行為が二以上の都道府県にわたるものであるとき、又は全国的に重要な問題に係るものであるときは、中央労働委員会及び厚生労働大臣の双方に対してなさなければならない（施行令第10条の4第1項）。いずれか一方に通知しただけでは、通知があったことにはならない。通知は、「争議行為をしようとする日の少なくとも10日前までに」しなければならない。この期間計算については、民法に定める期間の計算方法による。したがって通知があった日及び争議行為をなす日はこれを算入せず満10日間を間に挟んでいなければならない。例えば10月15日に同盟罷業をやる場合には、10月4日までにその旨の通知がなされていなければならないことになる。通知があった日には、通知をなすべき相手方に通知の文書が到達した日であって、当事者が文書を発送した日ではない（昭和27年9月15日労発第167号）。
- 通知には、事件、争議行為をしようとする日時、場所及びその争議行為の概要が明らかにされなければならない（昭和27年9月15日労発第167号）。
  1. 事件 - 第37条には「公益事業に関する事件につき関係当事者が争議行為をするには・・・・」とあるから、何の事件についての争議行為の通知であるかが明確にされなければならない。したがって、その通知に係る争議行為の目的その他によってどの事件であるかが明らかにされる必要がある。例えば、賃金問題について争議行為の通知をした後について、その問題についてでなく、他の問題、例えば解雇問題で争議行為をしようとする場合には、別個の事件についての争議行為であるから、改めて解雇問題について争議行為をなす旨の通知をなさなければならない。
  2. 日時 - 日時についてはできるだけ具体的に、できれば「何月何日何時から何月何日何時まで」というように記載すべきである。しかしながら10日以上前に通知するのであるから、確定的なことは記載できないこともあろうが、その場合にも「何月何日何時から何時まで、ただし状況いかんによっては何月何日何時から何時までに変更することもある。」とか「何月何日以降何月何日までの間において何時間ストを行う」というように、できる限り具体的に記載するのが至当である。要するに、公衆がいつ争議行為が行われる予定であるかを判断し得ることが目的であるから、事情の許す限り明確にすべきである。
  3. 場所 - 争議行為の通知は、公衆にその争議行為によって受ける影響を知らせることが趣旨であるから、争議行為の場所は、例えば私鉄でいえば、何々鉄道の何々線というように記載するのが至当である。10日前に争議行為を行う事業場が具体的になっていない場合でも、一応「全事業場」を通知しておくというのではなく、大体予想し得る事業場を挙げ、かつ、変更される可能性がある場合には、これを書き加えるようにできる限り具体的にしておくことが至当である。
  4. 概要 - 争議行為の種類、規模等を1.、2.との関連において通知するわけである。例えば同盟罷業を行うのか、怠業を行うのかというような争議行為の種類、どの程度の規模で行われるかについて明らかにし、その他の事項についても、それによって公衆が当該争議行為による被害を具体的に知り得るように記載することが至当である。10日前にまだ具体的に明確に定めていないときでも、できる限り具体的に記載するようにすべきことは、日時、場所の場合と同様である。
- 公益事業において使用者がロックアウトをする場合にも予告は必要である。ロックアウトがすでに第37条の予告にもとづいてなされた争議行為に対抗するためになされる場合であっても、使用者は改めて予告を行う必要がある（昭和41年5月23日労働法規課長内翰）。

- 第36条に規定する争議行為の禁止は、人命保護を目的としたもので、安全保持の施設の関係労働者の組合加入や労働争議に参加することを禁止するものではない（昭和23年12月7日労発535号）。
- 第36条にいう「安全保持の施設」とは、一般に人命に対する危害予防若しくは衛生上必要な施設をいうものと解されるが、如何なる施設がこれに該当するかは、当該事業場の具体的事情によって判断されるものである。因より第36条に該当しないものはすべて正当な争議手段とされるという訳のものでないことは当然であって、争議手段の正当、不当は、結局健全な社会通念に従って判断されるべきであり、第36条の規定は、健全な社会通念に照して正当ならざる争議手段のうち、顕著な一例を示した趣旨と考えられる（昭和30年8月31日労収第1517号）。「安全保持の施設」とは、たとえば炭鉱におけるガス爆発防止施設、落盤防止施設、通信施設のごとき、直接人命に対する危害予防のため若しくは衛生上欠くことのできない物的施設に限られる（最判昭和39年8月4日）。行政解釈は当初、「施設」には物的施設のみならず、それを動かす人も含めて、これらによって形成された一定の目的機能を有する客観的な組織制度も含まれるという見解を取っていたが（昭和37年5月18日労発71号）、昭和39年の最高裁判決はこの行政解釈を否定した。通説は人命に危害を加えたり、人の健康に直接影響を及ぼすような争議行為は、本来争議権の内在的制約を超えるために違法評価を免れないものであり、第36条はその趣旨を確認した規定であると解する[4]。
  - 精神病院における争議行為について、直接第36条には違反しない争議手段であっても、直接生命、身体を脅かす争議手段が許されないことは勿論であり、更に精神病院の特殊な任務及び性格に鑑み、又患者は紛争当事者以外の第三者であること、通常人としての判断、行動の能力を欠くものであること、環境からする精神的影響が敏感に病状に反映する虞があること、等に鑑み、患者に直接影響を及ぼすような争議行為については、労使双方共細心の注意を払ってこれを避け又は最小限に止めるように配慮することが当然であり、争議行為の方法、態様等において、かかる点について社会通念上必要且つ妥当とされる配慮を著しく欠く程度に至る場合においては、争議行為としての正当性の範囲を逸脱し、労働組合法上の保護を受けない場合があると考えられる（昭和30年8月31日労収第1517号）。
  - 踏切道遮断装置ないし踏切警報装置は、鉄道営業法及びその附属法令に規定されている保全装置であって、道路交通及び列車運行の安全を確保し、一般通行人、乗客、乗務員等の生命、身体に対する危険を予防するための施設であるから、第36条にいう「安全保持の施設」に該当する。踏切警手は、かかる施設により踏切道の看守に当る者であって、争議行為としてその職場放棄を行うことは、一般に、「安全保持の施設の正常な維持又は運行を停廃」する行為に該当し、第36条に違反する（昭和31年12月10日大阪府労働部長あて労働省労政局労働法規課長通知）。

## 労働委員会による調整
労働委員会による争議調整の基本原則は「労使自治」であり、労使の対立については自主的交渉で解決すべきとの考えから、解決の強制はしない建前となっている。したがってこれらの手続きを使うか否かは当事者の任意であり、また提示された解決案を容れるか否かも当事者の任意とされる。
- 斡旋（あっせん）（第10条-第16条）
あっせん員（労働委員会の会長が指名）が、関係当事者の中間に立ち、双方の主張の要点を確かめ、事件が解決されるように媒介役を務める。関係当事者の双方若しくは一方の申請又は職権に基いて行われる。
あっせん員があっせん案を提示するかどうかは任意であり、提示したとしても拘束力はない。
手続が簡易で機動的なため、争議調整の大部分の事件はあっせんである。厚生労働省「平成30年労働争議統計調査の概況」によれば、平成30年に労働委員会が関与した全83件のうち77件があっせんであった[5]。
- 調停（第17条-第28条）
調停委員会（公労使の三者構成）が関係当事者の意見を聴いた上で調停案を作成して、これを関係当事者に示し、その受諾を勧告する。関係当事者の双方若しくは一方の申請（一方からの申請の場合は労働協約の定めに基づくことが必要）に基いて行われる。公益事業に関する事件の調停については関係当事者の一方の申請又は職権に基づいて行われる。
調停委員会は調停案を作成し提示するが、拘束力はない。
- 仲裁（第29条-第35条）
仲裁委員会（公益委員のみ）が労働争議の実情を調査した上で裁定を下す。関係当事者の双方若しくは一方の申請（一方からの申請の場合は労働協約の定めに基づくことが必要）に基いて行われる。
仲裁裁定は書面に作成され、労働協約と同一の効力を有する。

特別調整委員は、使用者を代表する者、労働者を代表する者及び公益を代表する者とする（三者構成の原則、第8条の2第3項）。中央労働委員会に特別調整委員を置くかどうかは、厚生労働大臣が中央労働委員会の意見を聞いて定める（施行令第1条1項）。中央労働委員会に置かれる特別調整委員の数は、使用者を代表する者、労働者を代表する者及び公益を代表する者各5人をこえない範囲内で、厚生労働大臣が中央労働委員会の同意を得て定める（施行令第1条2項）。中央労働委員会の特別調整委員は、中央労働委員会の同意を得て中央労働委員会の会議において、意見を述べることができる（施行令第1条の4）。

### 緊急調整
法制定時の日本はGHQの占領下にあり、争議行為によって国民生活に重大な危機がもたらされうる場合にはGHQからの命令、勧告等によりそれを防止してきたが、日本の主権回復後はそうした手段は行えない。そこで昭和27年の改正法施行により緊急調整の制度を定め、重大事態に対する特別の手段を設けることとなった。
緊急調整の決定については、行政不服審査法による不服申立てをすることができない（第35条の5）。
- 緊急調整の決定があったときは、その公表は、官報に告示することによってなされるが、これとともに新聞、ラジオ等の公表方法によって公衆に周知せしめられることとなっている。従って、第38条の争議行為禁止の50日間の起算日は官報告示の日から起算することとなる（昭和27年8月1日労発第133号）。
- 争議行為の禁止は、緊急調整の決定の対象たる労働争議に関して関係当事者が行う一切の争議行為に及ぶものであって緊急調整の決定があった後に争議行為の規模、態様等を変更しても、またその争議行為が全体として行われるものであっても部分的に行われるものであってもそれらはすべて禁止されるものであることは、いうまでもない。労働争議が解決した後においては、50日以内であっても、第38条の適用の余地がなくなることは、当然である（昭和27年12月16日労発252号）。
- 平成20年の改正法施行前は、内閣総理大臣は船員に関する緊急調整の決定については、船員中央労働委員会の意見を聴かなければならないこととされていたところ、改正法施行により船員中央労働委員会が廃止されたことに伴い、中央労働委員会の意見を聴かなければならないこととすることとなった（平成20年9月12日政発第0912001号）。

中央労働委員会は、この通知を受けたときは、その事件を解決するため、あっせん・調停・仲裁（第30条各号に該当する場合に限る）、実情調査、勧告等すべての手段を駆使して、事件解決の為最大限の努力を尽さなければならない（第35条の3第1項、昭和27年12月16日労発252号）。これらのうちいずれの手段を具体的にとるかは、中央労働委員会が自ら決する（昭和27年12月16日労発252号）。中央労働委員会は、緊急調整の決定に係る事件については、他のすべての事件に優先してこれを処理しなければならない（第35条の4）。
緊急調整の制度は、現実には争議行為そのものの禁止に近い意味を持つことから、その要件は厳格に解釈しなければならない。制度導入後、実際に発動されたのは1952年の日本炭鉱労働組合のストライキによる1件のみである。

## 罰則
これらの規定は、そのものが、法人であるときは、理事、取締役、執行役その他法人の業務を執行する役員に、法人でない団体であるときは、代表者その他業務を執行する役員にこれを適用する。一個の争議行為に関し科する罰金の総額は、10万円（20万円）を超えることはできない。法人、法人でない使用者又は労働者の組合、争議団等の団体であって解散したものに、これらの規定を適用するについては、その団体は、なお存続するものとみなす（第39条2項から4項、第40条2項）。